# Detroit techno
Detroit techno je zgodnja oblika elektronske glasbe, ki je vznikla v zgodnjih 80. letih 20. stoletja. Detroit je rojstni kraj techno glasbe. Med izrazito pomembne ustvarjalce detroit techna se uvrščajo Juan Atkins, Derrick May in Kevin Saundeson. Značilen karakter te glasbe je uporaba analognih sintetizatorjev in zgodnjih »drum machines« (elektronski glasbeni inštrument, ustvarjen za oponašanje zvokov bobnov in/ali ostalih tolkal - še posebej Roland TR-909). V kasnejših izvedbah so si ustvarjalci prizadevali poustvariti karakteristične zvoke teh naprav.